# Le Buisson (Marne)
Le Buisson [lə bɥisɔ̃] ist eine französische Gemeinde im Département Marne in der Region Grand Est. Sie hat eine Fläche von 6,77 km² und 84 Einwohner (2022).
Le Buisson liegt an der Saulx und am parallel verlaufenden Rhein-Marne-Kanal.

## Weblinks

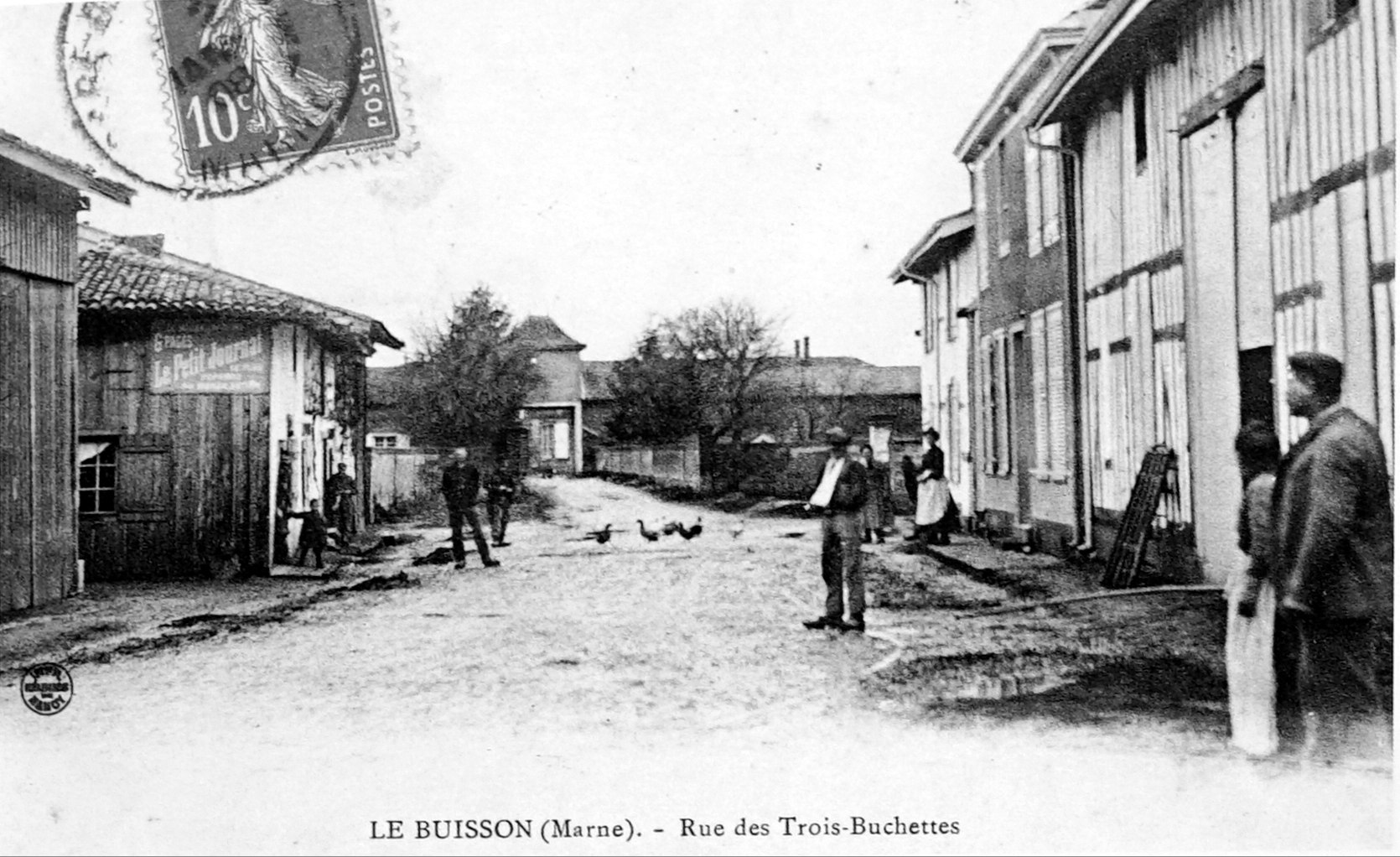
Alte Postkarte aus Le Buisson

## Bevölkerungsentwicklung
| Jahr                       | 1962 | 1968 | 1975 | 1982 | 1990 | 1999 | 2006 | 2011 | 2018 |
| -------------------------- | ---- | ---- | ---- | ---- | ---- | ---- | ---- | ---- | ---- |
| Einwohner                  | 127  | 109  | 98   | 90   | 91   | 91   | 94   | 82   | 93   |
| Quellen: Cassini und INSEE |      |      |      |      |      |      |      |      |      |